# 第六垂水丸遭難事故
第六垂水丸遭難事故（だいろくたるみずまるそうなんじこ）は、1944年（昭和19年）2月6日に定期旅客船「第六垂水丸」が垂水港（鹿児島県肝属郡垂水町）出港直後に転覆沈没した事故。第六垂水丸遭難者慰霊碑の銘記碑では後年判明した人数を含め死者547人としており日本海難事故史上2番目の規模の事故とされる。門司地方海員審判所での事件名は「汽船第六垂水丸転覆事件」。

## 経緯
1944年（昭和19年）2月6日9時50分、鹿児島県の垂水港を出港した定期旅客船の第六垂水丸 (122総トン) が港の約200m沖の桟橋付近で方向転換する際にバランスを崩して転覆沈没した。戦時下の燃料不足と船舶の徴用の影響で鹿児島 - 垂水間の定期旅客船は一日4往復になっており、西部18連隊の最後の面会日という噂も流れていたため乗客が押し寄せ、第六垂水丸には定員超過の約700人が乗っていたとされる。
第六垂水丸遭難者慰霊碑の銘記碑では後年判明した人数を含め死者547人としている（事故当時の新聞等の記録では死者464人、行方不明2人となっている）。戦時下であったため新聞の報道も数行程度であまり世間に知られなかったが、2月27日、天皇、皇后より御救恤金が運輸通信大臣に下賜されている。
沈没した第六垂水丸は引き上げられて「第一垂水丸」として再就航した。

## 慰霊碑
1976年（昭和51年）に岩崎与八郎が33回忌法要を行い、現場近くに慰霊碑を建立した。2009年（平成21年）2月には33年ぶりとなる第六垂水丸沈没慰霊祭が行われ、2010年（平成22年）には慰霊碑を現場海域を望む場所に移設し銘記碑が建立された。遺族会は70回忌を最後に終了したが、2月6日には遺体収容現場となった光源寺で法要が行われる。
遺品や写真は文行館に展示されていたが、NPO法人文行館は2018年（平成30年）3月で閉館し、資料等は垂水市社会教育課文化係で保存している。